# Eupithecia angustipunctaria
Eupithecia angustipunctaria är en fjärilsart som beskrevs av Inoue 1979. Eupithecia angustipunctaria ingår i släktet Eupithecia och familjen mätare. Inga underarter finns listade i Catalogue of Life.